# Rebuilding of London Act 1666
Il Rebuilding of London Act 1666 (Legge di ricostruzione di Londra del 1666.) è stata una legge del Parlamento inglese dal titolo "An Act for rebuilding the City of London." (Una legge per la ricostruzione della città di Londra.) La legge venne promulgata subito dopo il grande incendio di Londra e venne scritta dal giurista Sir Matthew Hale. Una legge precedente, la Fire of London Disputes Act 1666, aveva insediato una commissione per esaminare le dispute sorte sui problemi delle case distrutte. Questa legge regolamentava la ricostruzione secondo le disposizioni emanate dalla City of London Corporation e disponeva la riapertura delle strade, l'istituzione di una giornata annuale di commemorazione dell'incendio e la costruzione di un Monumento celebrativo Venne poi imposta una tassa di uno scellino per ogni tonnellata di carbone per finanziare la ricostruzione della città. 